# Chahada
« Shahada » redirige ici.  Pour film, voir Shahada (film).

Chahada calligraphiée.

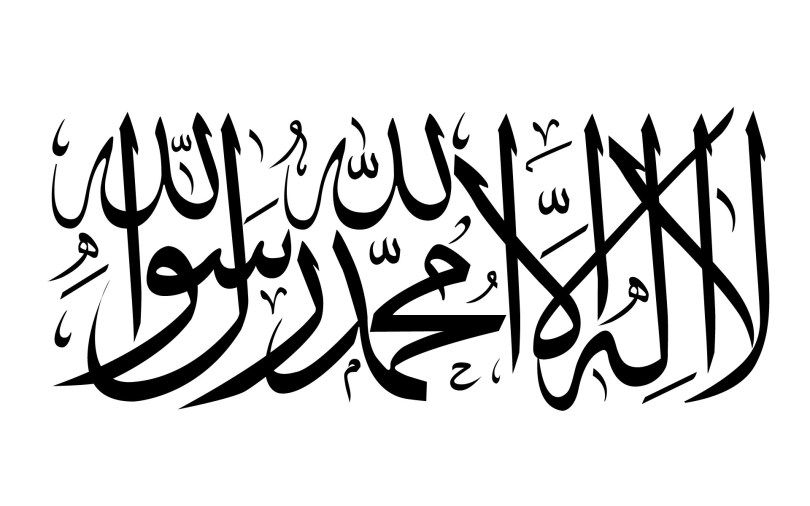
Drapeau de la chahada.

La chahada (en arabe ٱلشَّهَادَة, aš-šahāda , « témoignage » ou encore « attestation ») est la profession de foi essentielle de l'islam, dont elle constitue le premier des cinq piliers qui définissent les fondements de la croyance musulmane. Suivant les courants de l'islam, son contenu diffère légèrement.

## Le texte de la profession de foi
La chahada est courte : elle tient en une phrase, qu'on peut diviser en deux segments (trois dans le chiisme). Le premier concerne le Dieu de l'islam : il affirme qu'il n'y a pas d'autre divinité digne d'être adorée que Dieu (en arabe, Allah). Le second atteste que Mahomet est l'envoyé (en arabe رَسُوْل, rasûl) de Dieu. Dans le chiisme, une troisième partie rappelle que Ali est le walîy de Dieu.

La shahada en écriture koufique, représentant en même temps une mosquée avec ses minarets.

### Texte en arabe classique
Quand elle est récitée par un locuteur parlant arabe, la profession de foi est toujours dite en arabe classique. Dans l'islam sunnite, elle s'énonce ainsi :

« أَشْهَدُ أَنْ لَا إِلَٰهَ إِلَّا ٱللَّٰهُ وَأَشْهَدُ أَنَّ مُحَمَّدًا رَسُولُ ٱللَّٰهِ »

[ʔaʃ.ha.du ʔan laː ʔi.laː.ha ʔil.la‿ɫ.ɫaː.hu wa.ʔaʃ.ha.du ʔan.na mu.ħam.ma.dan ra.suː.lu‿ɫ.ɫaː.hi]
(Transcription : ʾašhadu ʾan lâ ʾilâha ʾillâ -llâh, wa-ʾašhadu ʾanna Muḥammadan rasûlu-llâh)
Et dans l'islam chiite, on a cette formulation :

«  أَشْهَدُ أَنْ لَا إِلَٰهَ إِلَّا ٱللَّٰهُ وَأَشْهَدُ أَنَّ مُحَمَّدًا رَسُولُ ٱللَّٰهِ وَأَشْهَدُ أَنَّ عَلِيًّا وَلِيُّ ٱللَّٰهِ »

[ʔaʃ.ha.du ʔan laː ʔi.laː.ha ʔil.la‿ɫ.ɫaː.hu wa.ʔaʃ.ha.du ʔan.na mu.ħam.ma.dan ra.suː.lu‿ɫ.ɫaː.hi wa.ʔaʃ.ha.du ʔan.na ʕa.liː.jan wa.liː.ju‿ɫ.ɫaː.hi]
(Transcription : ʾašhadu ʾan lâ ʾillâha ʾillâ -llâh, wa-ʾašhadu ʾanna Muḥammadan rasûlu-llâh, wa-ʾašhadu ʾanna  ʿalīyan walīyu -llāh)

### Texte en français

Reproduction de la chahada placée au sommet de la flèche qui couronne le tombeau d'Humaynun à Delhi.

La traduction la plus courante est celle-ci:

«  Je témoigne qu'il n'y a pas de dieu en dehors de Dieu et que Mahomet est Son prophète et Son envoyé. »

La formulation de la profession de foi peut varier quelque peu, notamment sous l'influence de la traduction (littérale ou non) et des usages concernant les noms (Dieu pour اللّٰه, Mahomet pour محمد). Ainsi par exemple, on trouve cette autre traduction :

«  J'atteste qu'il n'y a pas de divinité en dehors de Dieu et j'atteste que Mahomet est le Messager de Dieu. »

Une forme assez fidèle de la chahada chiite serait celle-ci (à noter l'ajout de l'attestation du rôle d'Ali) :

« J'atteste qu'il n'y a pas de divinité sauf Dieu, et que Mahomet est son Envoyé. Ali est son wali [vicaire]. »

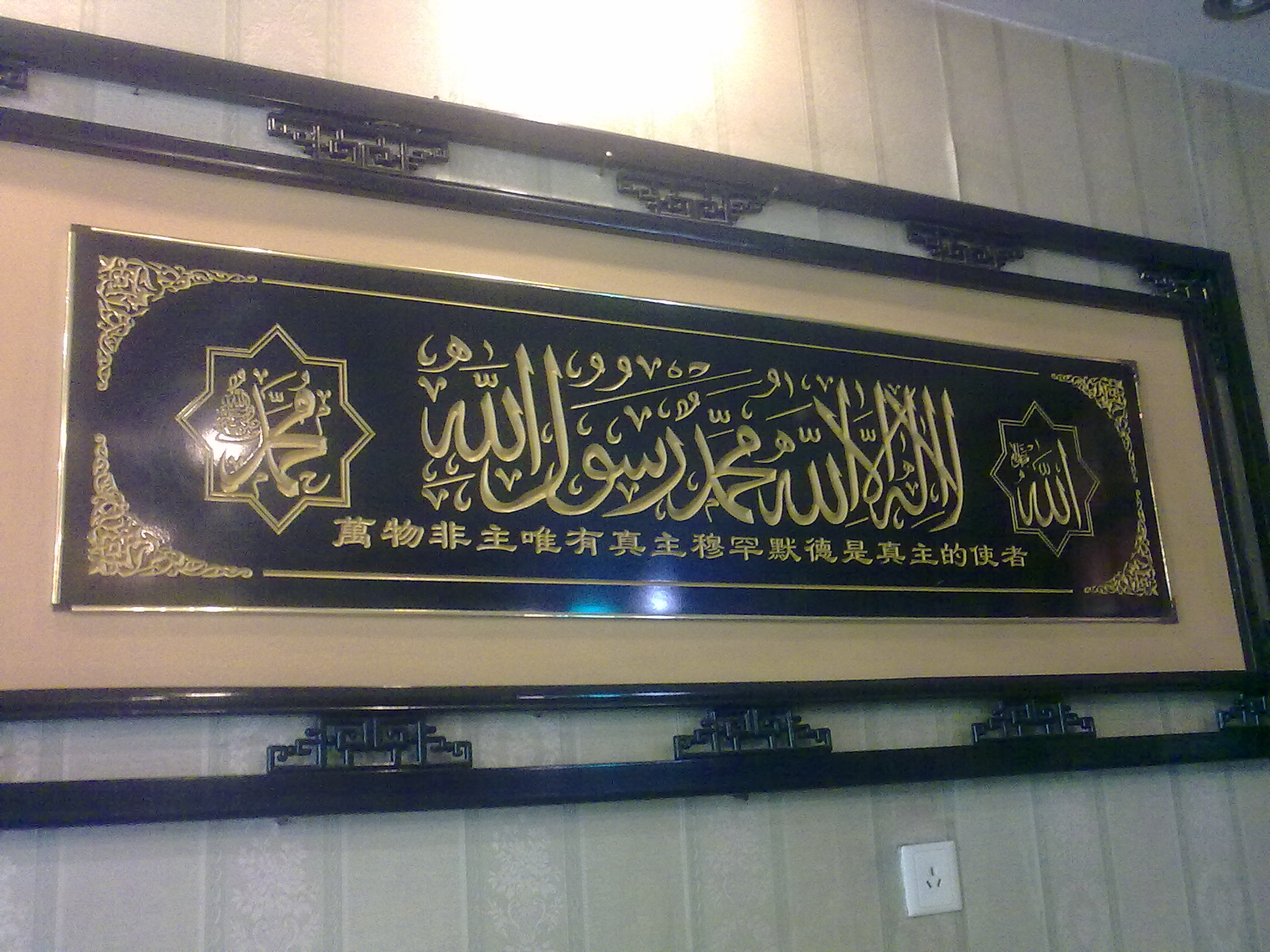
La chahada en arabe avec sa transcription en chinois dans un restaurant de Pékin.

Les différences relatives à la traduction de اللّٰه viennent du fait que la transcription phonétique en alphabet latin de ce mot est Allah (اللّٰه ). Ce mot, traduit en français par Dieu, signifie littéralement « le Dieu » (au contraire de illah qui se traduit par dieu, divinité générique).
Les différences relatives à la transcription du nom du Prophète, محمد, viennent du fait que la transcription phonétique en alphabet latin de ce mot est Mouhammad (on rencontre aussi Mohammed), tandis que la transcription utilisée par les orientalistes est Muhammad (avec u = ou). Enfin, l'usage le plus courant en français pour nommer محمد, le dernier prophète de l'islam, est Mahomet.

### Considérations sémantiques
Le mot chahada  vient d'une racine SH - H - D qui signifie « être présent », « être témoin », « attester ». La récitation de cette profession de foi se veut donc le témoignage d'un individu envers sa religion, son dieu et Mahomet en tant que dernier prophète de cette religion.
Les exégèses musulmanes (appelées tafsir) peuvent assez largement différer, tant la traduction d'anciens écrits dont langue n'est plus utilisée hors du contexte religieux permet une large appréciation ; c'est à ce titre qu'il existe diverses appréciations du sens et des sous-entendus dans la chahada.

## Histoire de la chahada

### La chahada dans le Coran
La chahada en tant que telle ne figure pas dans le Coran. On retrouve néanmoins les éléments de la chahada (Dieu / Muhammad) dans ces deux versets :

« Quand on leur disait : « Point de divinité à part Dieu », ils se gonflaient d'orgueil […] »

— Sourate 37 dite « As-Saaffat », verset 35
et

« Muhammad est le Messager d'Allah. Et ceux qui sont avec lui sont durs envers les mécréants, miséricordieux entre eux. Tu les vois inclinés, prosternés, recherchant d'Allah grâce et agrément.[...] »

— Sourate 48 dite « Al-Fath », verset 29

### Analyse historique
Jusqu'au XXe siècle, on a peu de données historiques sur l'élaboration et l'histoire de la chahada. Depuis, de nombreux chercheurs[réf. nécessaire], occidentaux et issus du monde arabe, se sont appliqués à trouver et analyser des sources historiques qui ne provenaient pas des textes religieux (Coran et hadiths principalement).
À ce jour, les plus anciennes chahadas connues datent du VIIe siècle EC et, dans le cadre d'un processus de mise en place qu'il est en partie possible de suivre, ne comportent que la première partie de la chahada — celle proclamant qu'il n'y de dieu que Dieu. La première chahada complète date de la fin du VIIe siècle. Mais une fois la chahada actuelle apparue, les variantes ne disparaissent pas pour autant. Certaines sont attestées au début de l'époque abbasside.

#### Inscription sur pièces de monnaie
Des chahadas, complètes ou partielles, sont attestées sur des pièces de monnaie islamiques à partir de la fin du VIIe siècle.
Stefan Heidemann (en), orientaliste allemand, a trouvé une pièce de monnaie datant de 689-90 portant les deux parties de la chahada. Ces deux propositions sont encore séparées : une face présente la chahada théocentrée, l'autre, la mention de Mahomet messager de Dieu. La première chahada complète figurerait sur une monnaie de 691-692 inscrite en persan et écriture pehlevi. Son étude montre que la chahada est la dernière étape d'un processus d'élaboration, dont les premières étapes sont centrées sur la seule divinité.
Le professeur Michael L. Bates, spécialiste américain de la numismatique, a mené une étude sur le monnayage entre la fin du VIIe siècle et 715. Les premières professions de foi inscrites sont d'abord en latin sous la forme « Dieu est votre dieu et il n'y en a pas d'autres ». En 708-709, une shahada sans mention de Mahomet apparaît encore. Les monnaies nord africaines montrent une évolution de slogans monothéistes non-confessionnels vers la shahada islamique, en tout cas sa première partie. L'auteur associe la forme finale de la chahada au règne d'Abd al-Malik. La présence de pièces ne correspondant pas au formulaire officiel après le règne d'Abd al-Malik est le signe d'une évolution du statut de la chahada.
Volker Popp, a comparé une pièce arabo-sassanide portant simultanément ces lettres (Mhmd) et des représentations chrétiennes. Il est arrivé à la conclusion que le terme Mhmd ne désigne pas Mahomet mais Jésus puisque sa traduction donne « le béni », terme qui est aussi utilisé pour désigner Jésus,.

#### Graffitis islamiques
L'étude des graffitis islamiques est l'une des sources permettant de mieux comprendre l'histoire de la chahada. C'est, en particulier, le sujet de recherche de Frédéric Imbert, directeur du Département des Études Arabes, Médiévales et Modernes de l'Institut français du Proche-Orient (IFPO). Ces graffitis permettent de découvrir des formes anciennes et archaïques de la chahada, dont certaines pourraient être préislamiques.
C'est ainsi que des chahadas anciennes gravées dans la pierre ont été retrouvées sur le site de Badâ, dans le nord-ouest de l'Arabie saoudite. Elles datent du second siècle de l'Hégire (780 après J.C) et sont d'auteurs anonymes. Le sujet de leur complétude au regard de la version contemporaine (première partie : « J'atteste qu'il n'y a pas de divinité sauf Dieu », seconde partie « et que Mahomet est son Envoyé ») est sujet à débat, ce dernier point étant perçu comme participant à déterminer la place de Mahomet dans l'islam primitif. Sur les 20 chahadas découvertes à Badâ, seules 7 mentionnent des dates d'inscriptions qui sont comprises entre l'an 158 et 178 de l'hégire ; une comprend uniquement la première partie d'attestation de foi, et six autres intègrent la première et la deuxième partie de l'attestation de foi telle que nous la connaissons aujourd'hui. Les chahadas de ce corpus ne sont pas encore introduites par la basmallah.
Pour l'auteur, « il est intéressant de noter que les déclarations de foi les plus anciennes s'adressent à la seule divinité nommée Allâh (ou rabb Seigneur) et que la mention du prophète Muḥammad en est absente. ». Pour Imbert, l'apparition du nom de Mahomet dans les inscriptions privées que sont les grafittis pourraient suivre son apparition dans le formulaire des textes officiels (bornes, monnaies...).

### Similitude avec d'autres professions de foi monothéistes
Il existe une continuité entre l'affirmation islamique de l'unicité divine dans la chahada et dans la foi des autres monothéismes (judaïsme et christianisme), exprimée dans le Chema Israël et dans le credo.
Plusieurs auteurs ont trouvé des comparaisons dans différents courants du judaïsme, comme chez les samaritains,, ou du christianisme oriental. Ainsi, Philippe Gignoux, membre de l'Académie des Inscriptions et Belles-Lettres, déclare que la chahada « était aussi très bien connue de la communauté nestorienne dans le milieu et la fin de la période sassanide ». Guy Stroumsa, spécialiste français des religions abrahamiques note que « l'un des parallèles les plus frappants entre les écrits pseudo-clémentins et le Coran est probablement la déclaration de Pierre, dans les Homélies, selon qui Dieu est un, et il n'y a pas de Dieu excepté Lui ». Pour l'auteur, la présence de formules similaires à la chahada a été repérée dans la littérature judéo-chrétienne ancienne mais n'a pas encore fait l'objet de toute l'attention qu'elle mériterait.
Des inscriptions chrétiennes semblables à la première partie de la chahada ont été aussi retrouvées, notamment en Syrie sur de nombreux linteaux, mais ces dernières affirment, au contraire, la divinité de Jésus-Christ : « Il n'est qu'un seul Dieu et le Christ est Dieu ».

## Signification religieuse

### Sens et utilisation religieuse
La chahada, principale profession de foi de l'islam, est divisée en deux parties. La première (« J'atteste qu'il n'y a pas de divinité sauf Dieu ») fait implicitement référence au concept de tawhid, dogme musulman affirmant l'existence et l'unicité de Dieu : Dieu est unique, en opposition au polythéisme, et un, en opposition au trinitarisme chrétien. La seconde (« et que Mahomet est son Envoyé ») fait référence à la mission prophétique de Mahomet.
Cette profession de foi est récitée à quatre moments de la vie d'un musulman : lors de son adoption de l'islam, lors de la prière, lors d'une expression de sa foi ou d'un appel à Dieu et enfin, lors de l'accompagnement d'un mourant dans la mort.
Afin de souligner cette notion d'unicité de Dieu, on accompagne parfois la profession de foi d'un geste de l'index que l'on pointe vers le ciel.

#### Adoption de l'islam en tant que religion et rite de conversion
Lorsqu'un individu embrasse la foi musulmane, la chahada doit être récitée. Dans le cas d'un nouveau-né, le coutume musulmane veut que le père, peu après la naissance, lui récite à l'oreille la profession de foi. Alors, l'enfant est considéré comme ayant adopté la foi musulmane devenant par la même membre de la communauté informelle des croyants musulmans, appelée Oumma[réf. nécessaire].
Lorsqu'un individu plus âgé décide d'embrasser la foi musulmane, dans le cas d'un athée devenant croyant tout autant que dans le cas d'un croyant d'une autre religion décidant de changer de religion (acte appelé apostasie), on parle de conversion religieuse. Alors, l'individu doit prononcer lui-même la chahada. Le rite qui doit accompagner cette récitation peut varier d'un courant de l'islam à un autre, mais on peut néanmoins souligner l'importance de quelques considérations partagées comme celle de la nécessité de vouloir librement et volontairement se convertir (en arabe niyya), ou encore celle d'appliquer le rituel d'ablution (en arabe tahara) avant de prononcer la chahada dans le cadre d'une conversion.

#### Appel et conclusion des prières
La chahada est aussi prononcée lors de l'appel à la prière, qui est fait cinq fois par jour par le muezzin dans les pays musulmans, ou simplement par l'imam dans les pays où l'appel à la prière n'est pas public. D'autre part, il est de coutume que chacune des prières effectuées par un musulman se termine par la récitation de la chahada[réf. nécessaire]. Ici, l'imam et le muezzin ne sont pas requis car les prières peuvent être pratiquées sans leur concours[réf. nécessaire].

#### Expression de sa foi et appel à Dieu
La chahada peut aussi être prononcée dans certaines autres situations durant lesquelles le musulman souhaiterait souligner, ou raviver, ou confirmer son adhésion à la religion musulmane; par exemple dans des situations difficiles, douloureuses, menaçantes. Ces utilisations ne s'intègrent pas dans les rites musulmans à proprement parler mais sont plus à percevoir comme des expressions de la foi dans des moments difficiles[réf. nécessaire]. Ces expressions de la chahada comme activité indépendante du rituel de la prière ne semblent pas encore complètement fixées dans la littérature du IXe siècle.

#### Accompagnement dans la mort
Enfin, la chahada est prononcée par un mourant ou à ses oreilles. Ceci s'intègre dans les rites religieux d'accompagnement d'un individu dans la mort; Occasionnellement, le mourant peut lever l'index pour rappeler l'unicité de Dieu tout autant qu'on peut le lui lever en cas d'incapacité. Après le décès, il est de coutume de réciter la chahada durant le transport du défunt.

### Utilisation particulière par les courants religieux

#### Dans le sunnisme
Dans le sunnisme, courant majoritaire de l'islam, la chahada est composée de deux parties considérées comme relativement distinctes, ce qui fait qu'elles sont parfois nommées première chahada (alors appelée Tahlil) et seconde chahada.

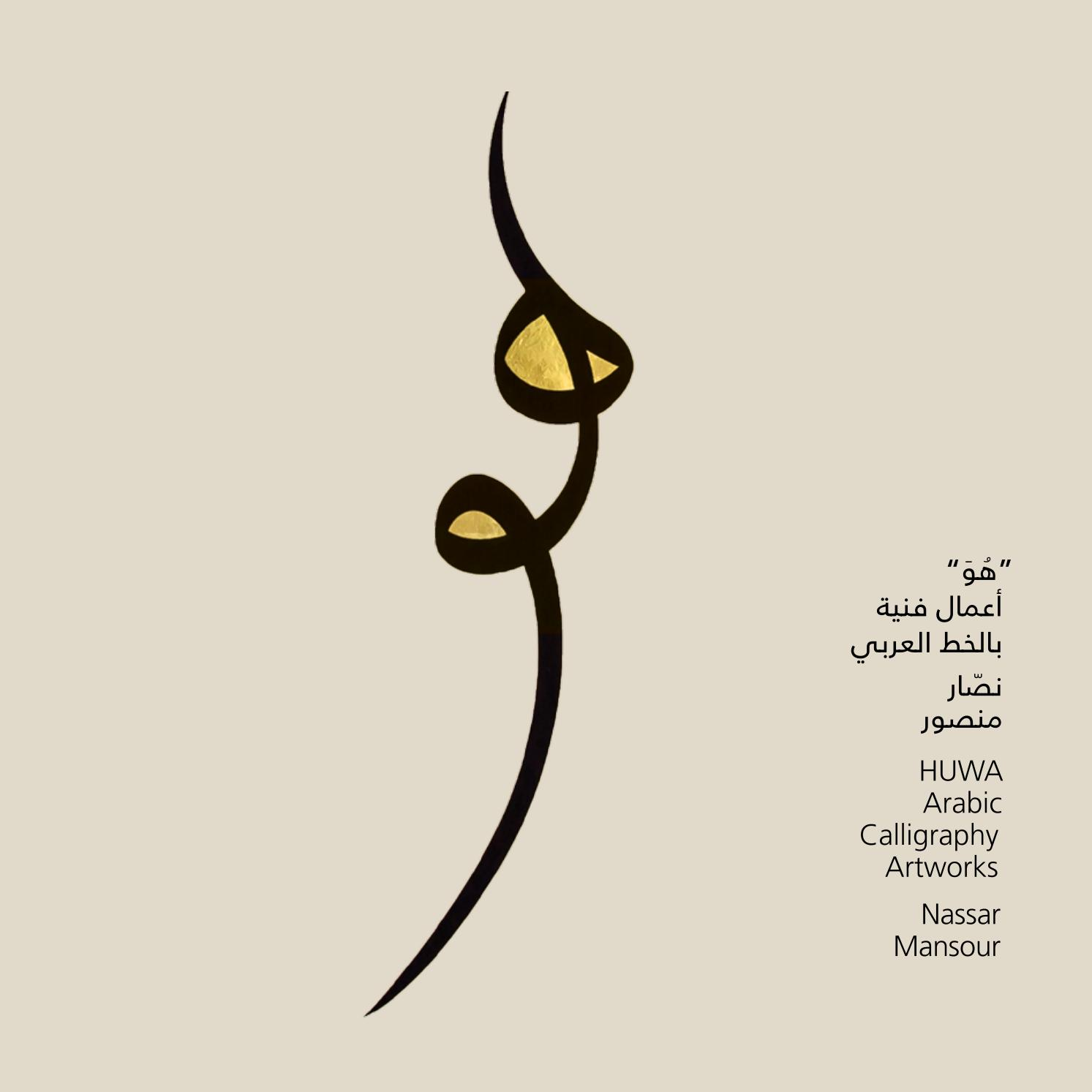
Le mot huwa (Lui), sur la couverture d'un catalogue de calligraphies consacrées à ce thème.

##### Dans le soufisme
La chahada est traditionnellement récitée durant la cérémonie soufie du dhikr, et elle ressemble alors à des mantras que l'on peut retrouver dans d'autres religions. Elle peut ainsi être répétée des centaines de fois, parfois seulement sa première première partie où le terme « Dieu » est remplacé par « Lui » (huwa - هُوَ). Elle peut aussi être utilisée comme fond sonore pour d'autres chants, toujours durant la cérémonie.

#### Dans le chiisme
Dans le chiisme, la chahada comprend trois parties : les deux attestations de la chahada sunnite, à quoi vient s'ajouter la référence à Ali, personnage central de la foi chiite.

## Autres utilisations

### Usage dans les arts et l'architecture

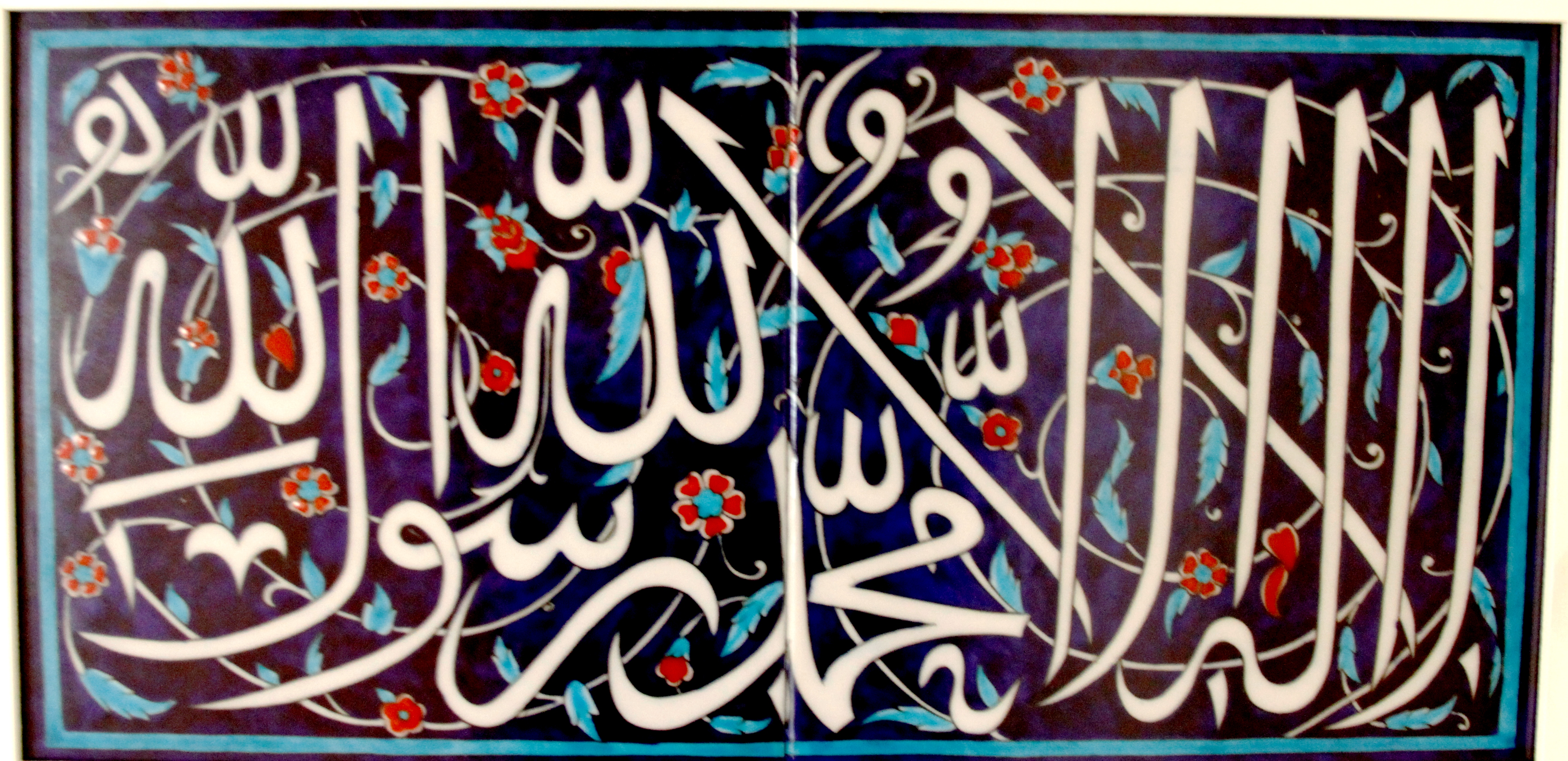
Chahada sur une paire de carreaux de céramique d'Iznik, conservées en Tunisie.
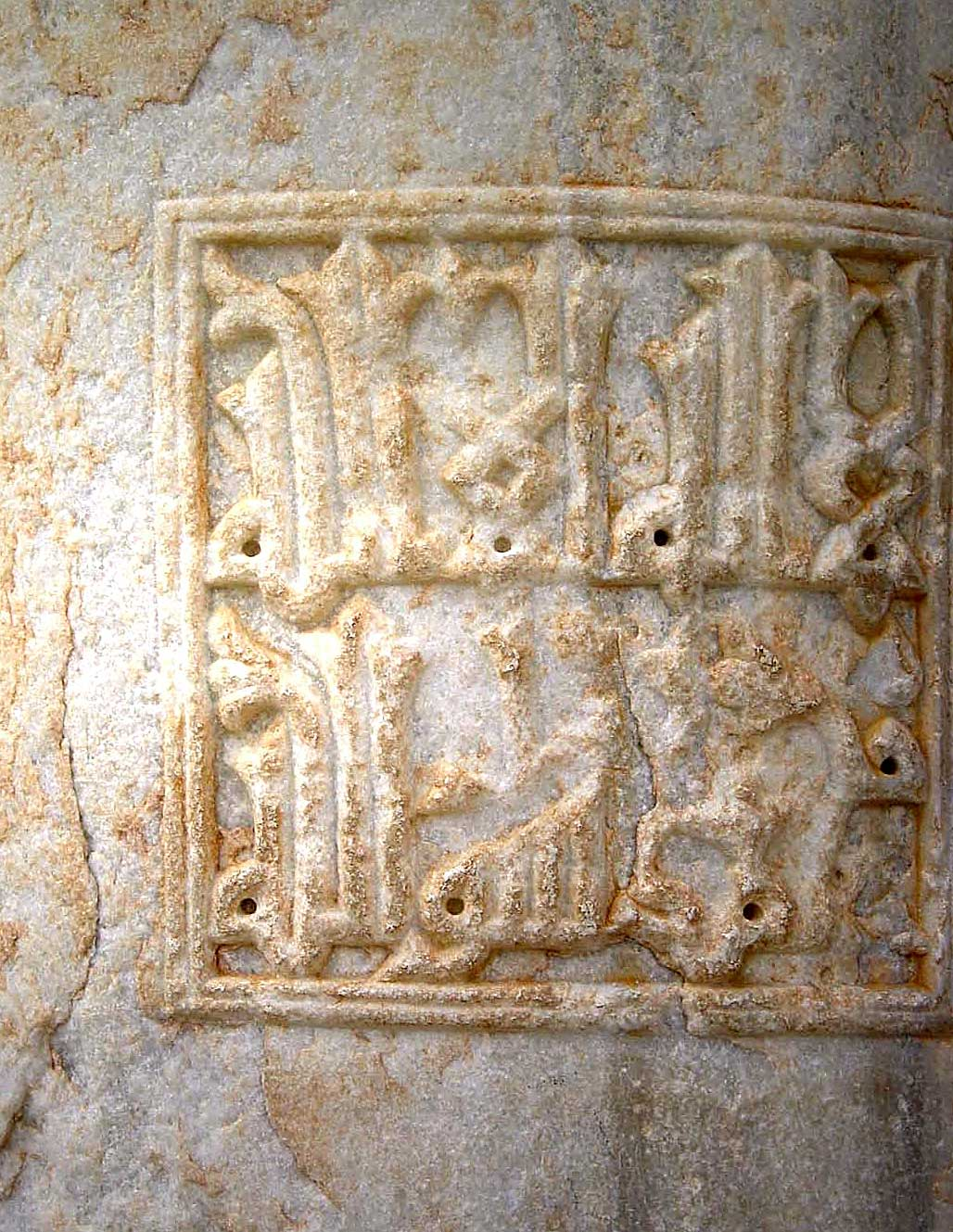
Chahada gravée sur le fût d'une colonne dans la grande mosquée de Kairouan, Tunisie.
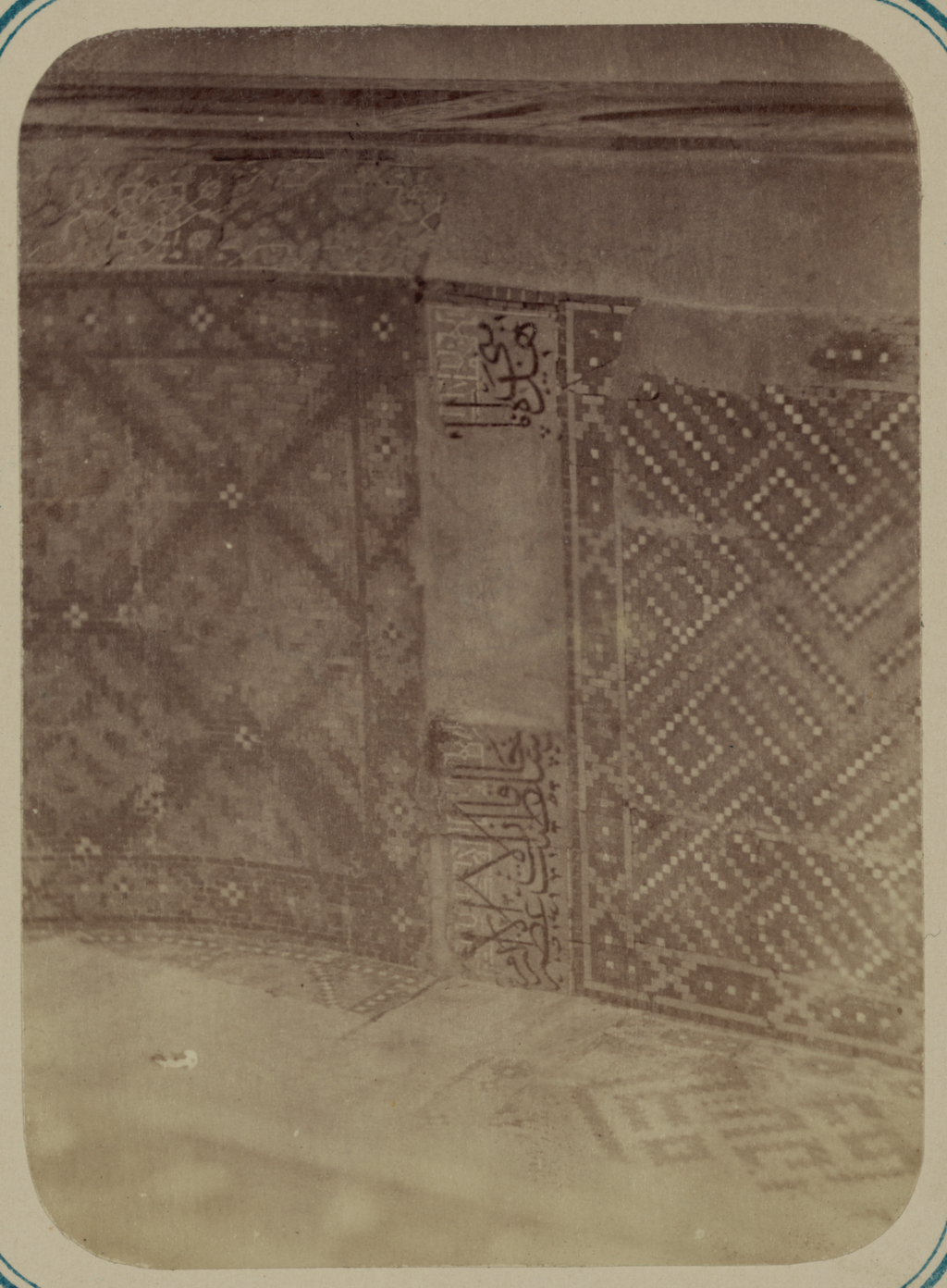
Mosquée de la médersa de Nadir Divan-Begi, à Samarcande (Ouzbékistan), extrait de la chahada en lettres kufiques.

### Usage dans les drapeaux

Drapeau de l'Afghanistan (1992-2001).
Drapeau de l'Afghanistan (2013-2021).
Drapeau de l'Afghanistan (actuel).
Drapeau de l'Arabie saoudite (actuel).
Drapeau du Somaliland.
Drapeau du Hamas.